# Scaphisoma acutulum
Espèce
Scaphisoma acutulum est une espèce de coléoptères de la famille des Staphylinidae et de la sous-famille des Scaphidiinae.

## Description
L'espèce Scaphisoma acutulum appartient au genre Scaphisoma, de petits insectes Coléoptères mesurant en général environ un centimètre, et qui regroupe 764 espèces et 23 sous-espèces en 2022. Sa description n’est connue que par ses spécimens types.
L'espèce mesure « 1,52 cm à 1,57 cm de long et 1,05 cm à 1,1 cm de large ». Son habitus est « brun-rougeâtre ».
Comparée à deux autres espèces, Scaphisoma boettcheri et Scaphisoma innotatum, cette première est déterminée par son abdomen, plus précisément son organe reproducteur, l'édéage, les paramères (appendices latéraux) et lobes médians (parties antérieures) de celui-ci. Son édéage est « symétrique, très sclérotisé et mesure de 0,72 mm à 0,74 mm de long ».

## Répartition et habitat
L'aire de répartition de l’espèce n'est pas connue, mais les espèces décrites proviennent de forêts des Philippines.

## Systématique et dénomination
L'espèce est décrite pour la première fois en 2016 dans la revue scientifique Linzer Biologische Beiträge (es) par Löbl & Ogawa. Trois spécimens types, c'est-à-dire des références systématiques à partir desquels l'espèce a été décrite, proviennent des Philippines. L'holotype, tout comme les deux paratypes, sont des mâles.
Le nom scientifique complet (avec auteur) de ce taxon est Scaphisoma acutulum Löbl & Ogawa, 2016.
L'adjectif latin « acutulum », rattaché au genre Scaphisoma, signifie « un peu poitu ».